# Lucien Bourgeois
Pour les articles homonymes, voir Bourgeois.
Lucien Bourgeois, né le 23 mai 1907 à Toulon (Var) et mort le 27 mars 1968 à La Valette-du-Var (Var), est un homme politique français.

## Biographie
Secrétaire comptable à l'arsenal maritime de Toulon, il est élu maire de La Valette-du-Var en 1950. Cinq ans plus tard, il est candidat gaulliste dans le quatrième canton de Toulon et fait son entrée au conseil général du Var.
Lors des législatives de 1962, il se présente dans la troisième circonscription du Var sous l'étiquette UNR-UDT et fait face notamment au député sortant Henri Fabre, qui a rompu avec l'UNR, au conseiller municipal communiste François Golési et au sénateur SFIO Édouard Le Bellegou. Arrivé largement en tête au premier tour, il bat le candidat du PC le dimanche suivant avec près de 62 % des suffrages, bénéficiant du retrait de M. Fabre.
À l'Assemblée nationale, il s'inscrit au groupe de l'UNR-UDT et siège à la commission de la défense nationale et des forces armées. Il effectue un seul mandat parlementaire et n'est pas candidat à sa réélection en 1967. Par la suite, il intègre le Conseil économique et social.
Premier édile de La Valette jusqu'au scrutin municipal de 1965, il demeure conseiller général du Var jusqu'à son décès, survenu le 27 mars 1968.

## Détail des fonctions et des mandats
Mandat parlementaire
- 25 novembre 1962 - 2 avril 1967 : député de la troisième circonscription du Var

Mandats locaux
- 1950 - mars 1965 : maire de La Valette-du-Var
- 24 avril 1955 - 27 mars 1968 : conseiller général du canton de Toulon-4

## Décorations
- Chevalier de la Légion d'honneur